# パンニ
パンニ（イタリア語: Panni）は、イタリア共和国プッリャ州フォッジャ県にある、人口約700人の基礎自治体（コムーネ）。

## 地理

### 位置・広がり

#### 隣接コムーネ
隣接するコムーネは以下の通り。括弧内のAVはアヴェッリーノ県（カンパニア州）所属を示す。
- アッカディーア
- ボヴィーノ
- モンタグート (AV)
- モンテレオーネ・ディ・プーリア
- オルサーラ・ディ・プーリア
- サヴィニャーノ・イルピーノ (AV)